# 乌云 (1938年)
乌云（1938年—），日本名立花珠美（日语：／ Tachibana Tamami），二战后遗华日侨，中国籍日本人，内蒙古库伦旗第一中学前高级教师、名誉校长。乌云在1981年返回日本后放弃入籍日本和申请永久居留权，返回中国后担任通辽市委常委、中华人民共和国全国政协委员等职务。

## 生平
立花珠美于1938年出生于日本德岛市，1940年举家来到满洲国兴安南省王爺府（今内蒙古乌兰浩特市）参加开拓团，父亲任职于满洲国政府，留下长兄立花甫在日本读初中。1945年8月苏联出兵满洲，日本高级官员望风而逃，留下1200多名老弱病残在日军军官浅野良三带领连夜逃离王爷庙，但逃亡队伍和日军残部在8月15日凌晨于葛根庙被苏军包围，日军指挥人群跳入沟壑以求自保，包括立花珠美的姐姐在内大量人员在沟底被压死。日军见人群已经入沟，就在沟中投放手榴弹，立花珠美的母亲并没有被炸死，起身抓住立花珠美的妹妹将其刺死然后自杀，立花珠美则被吓跑了，没有被母亲抓住，又在沟上看到两个弟弟被苏军机枪击杀。苏军在第二天来到沟中查看情况，并在死人堆中投放手榴弹，立花珠美装死侥幸躲过一劫。等到惨案发生4天后，立花珠美察觉苏军似乎撤退，就逃到洮儿河的一座桥上，遇到两位中国人将其收留。:37
两位老人生活贫困，家中已经有5个孩子，于是立花珠美在住了一段时间后被转交给一户较为富裕的家庭。养父是中国共产党旗下内蒙古骑兵师军人，叫阿拉坦奥其尔，汉名何凤亭，而养母是汉人，名叫王秀廷。夫妇膝下没有子女，对立花珠美视如己出，为其取了蒙古语名字乌云，意思是聪明。乌云在1949年入读小学，在学校中没有刻意隐藏日本人的身份，并且为此受到优待，1953年中日政府协商将留在中国的日本遗孤遣返日本，乌云因为家人没有离开，从此官方档案中民族身份一直填写“日本人”。在养父母的照顾和政府的优待下，乌云一直读书并保送内蒙古师范学院数学系，1957年毕业后分配到当时还很偏僻的库仑旗第一中学教书，在这里当了36年的老师，并与同校的蒙古族老师结婚，育有一对子女。
1971年丈夫因肝硬化去世后，乌云一度消沉不已。1972年中日建交之后，乌云以及她的养父母就试图寻找乌云在日本的家人。乌云的养父于1976年去世。改革开放后的1980年，乌云委托回乡的旅日中国留学生散巴拉寻找家人，散巴拉在4月18日回到日本后立刻和日中孤儿问题联合会取得联系，后来又找到德岛市的一家中蒙友好协会，多方努力下终于在5月8日找到了居住在广岛的乌云兄长立花甫。立花甫写信告诉乌云父亲多年来一直在寻找她的下落，已经在1972年去世，希望她能够回日本拜祭父亲。1981年8月，乌云回到日本并与兄长团聚，在日本居住了5个月之后，放弃日本永久居住权和入籍资格，回到故乡赡养养母。。1993年乌云调任哲里木盟担任任政协副主席，1994年升任通辽市委常委，后来被选为第八届和第九届全国政协委员，2004年退休。任内积极推动中日友好交流，在她的推介下日本民间在其工作过的通辽库伦旗建设了3万亩生态林，其中5400亩被命名为乌云森林。:147她的经历后来被中国中央电视台和日本NHK改编为电视剧《离别广岛的日子》。